# Nethy Bridge

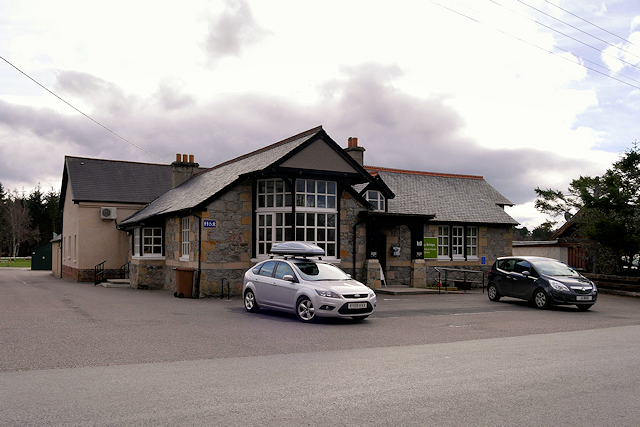
Verwaltungszentrum des Ortes

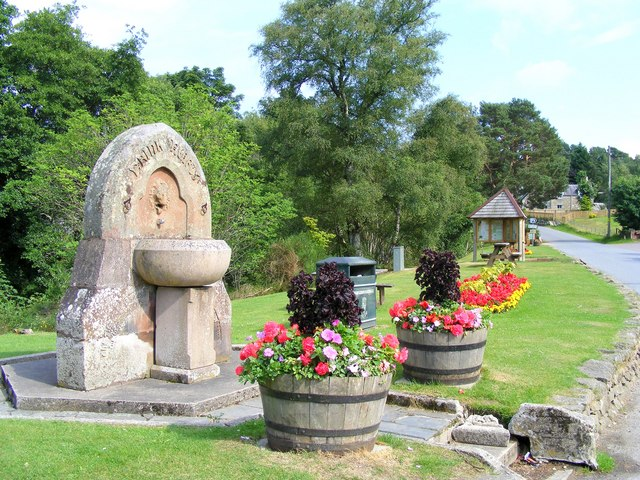
Trinkbrunnen für Gäste

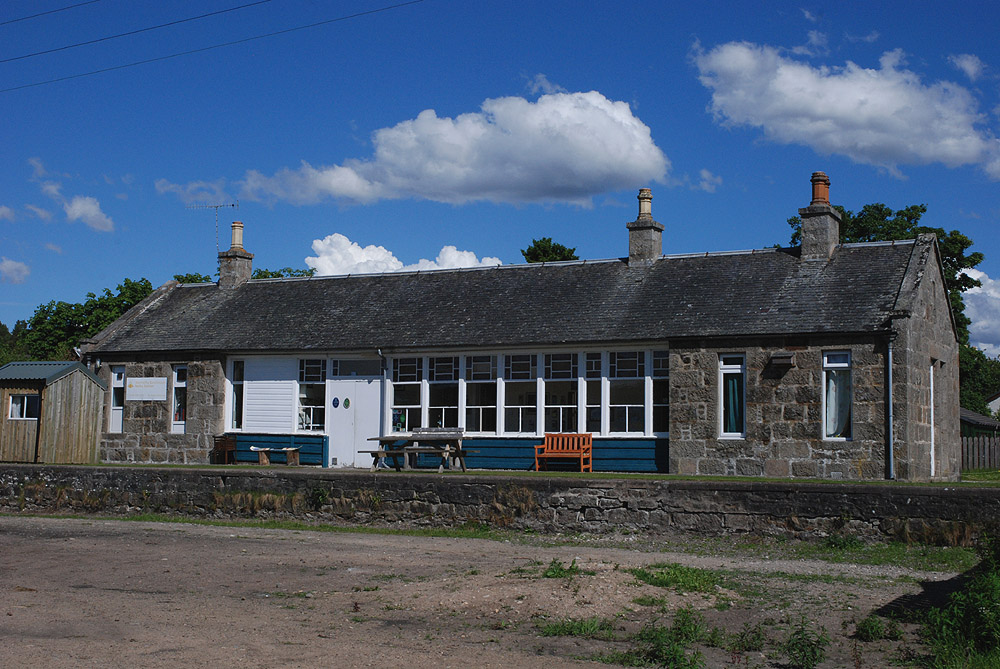
Der stillgelegte Bahnhof

Nethy Bridge ist eine Ortschaft, die südöstlich von Inverness in der Council Area Highland im Norden von Schottland liegt. Im Rahmen der historischen Gliederung Schottlands in Civil Parishes zählt es zu Abernethy and Kincardine, das zu Inverness-shire gehörte. Seit Ende der 1990er Jahre bildet es, unter seinem Namen, eine eigene Gemeinde (Community Council Area).

## Geographie
Nethy Bridge liegt am Nordrand der Cairngorms am Ufer des Flusses River Nethy, kurz vor dessen Mündung in den Spey. Es wird daher zum Tal Strathspey gezählt. Südlich des Ortes beginnt mit dem Abernethy Forest ein größeres Waldgebiet, das zugleich den nördlichsten Ausläufer des Cairngorms-Nationalparks bildet. Aus dem Dorf entwickelte sich ab dem 19. Jahrhundert ein häufig besuchter Urlaubsort. Hier finden regelmäßig Highland Games statt.

## Verkehr
Verkehrstechnisch zu erreichen ist Nethy Bridge über die von Kingussie nach Speybridge führende B970. Der Ort hatte bis zur Stilllegung 1965 einen Bahnhof an der Strathspey Railway, die Boat of Garten mit Craigellachie verband. Im gleichen Jahr wurde auch der Bahnhof Broomhill for Nethy Bridge an der ehemaligen Hauptstrecke der Highland Railway geschlossen, der seit 2002 als Endpunkt der Museumsbahn Strathspey Railway dient.

## Historisch Bedeutsames
Unter Denkmalschutz stehen im Ort mehrere Bauwerke. Dies sind die Brücke über den River Nethy, die Häuser Birchfield, Coulnakyle und Dell Lodge sowie die alte Pfarrkirche. Hinzu kommen die etwas außerhalb gelegene Burgruine Castle Roy sowie Aultmore House.